# Ljungskogen-Ljunghusens strandbad

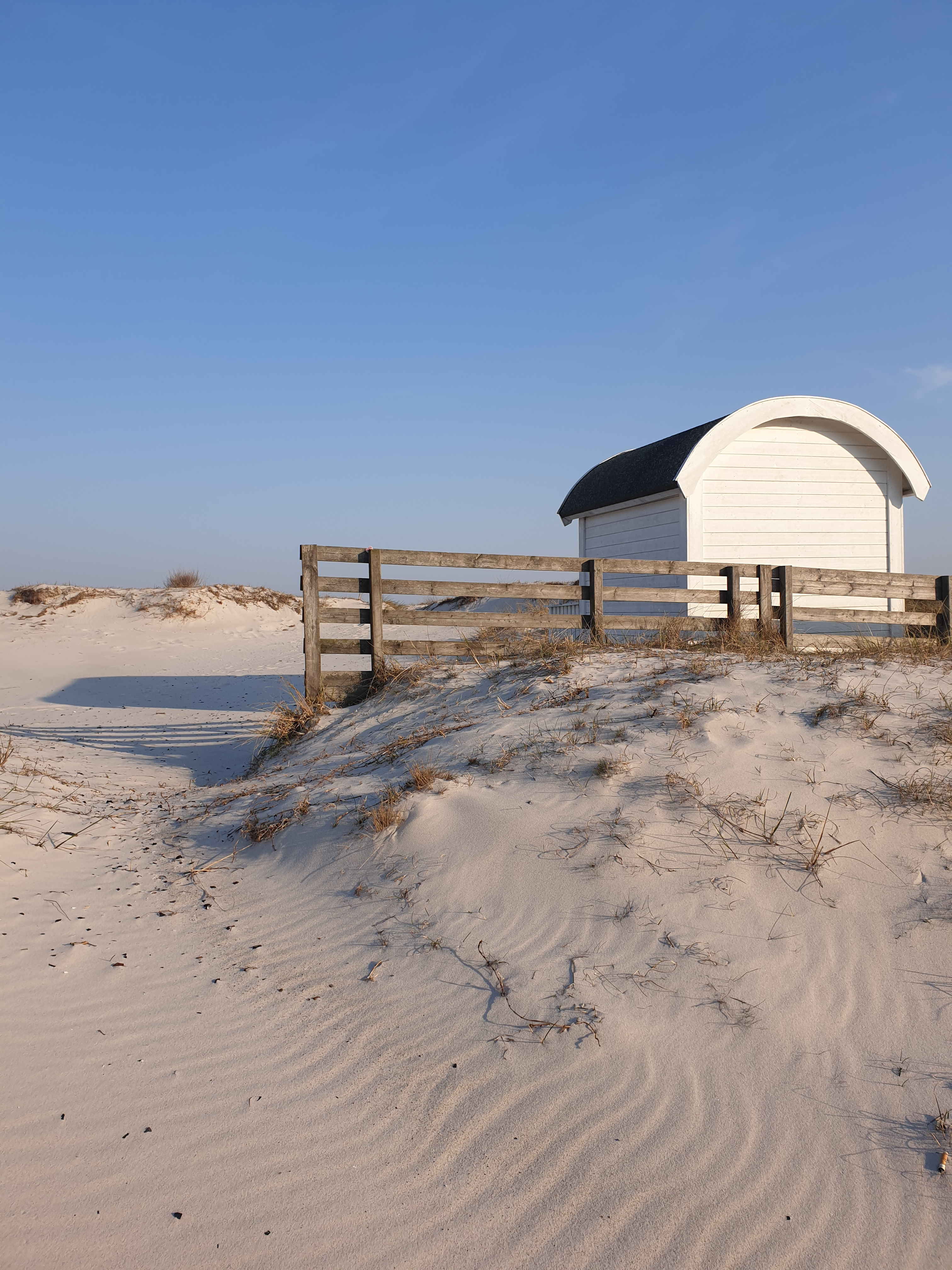
Stranghytt vid Lujunghusens strandbad.

Ljungskogen-Ljunghusens strandbad är ett naturreservat i Vellinge kommun i Skåne län.
Området är naturskyddat sedan 1987 och är 339 hektar stort. Reservatet besår av Falsterbohalvöns södra strandremsa med sandstränder, sanddyner, revlar och tallskog.